# 長野県道296号松本空港線
長野県道296号松本空港線（ながのけんどう296ごう まつもとくうこうせん）は、長野県松本市空港東の信州まつもと空港から同県塩尻市洗馬を経て、松本市高宮の国道19号交点までを結ぶ県道。

## 重複区間
- 長野県道27号松本空港塩尻北インター線（起点・松本市空港東、空港東交差点間）

## 地理
周辺には、奈良井川などがある。高宮局前交差点から高宮中交差点にかけては北東行き一方通行となっている。
- 信州まつもと空港
- 信州スカイパーク
- 日邦バルブ
- 松本市立菅野中学校
- 長野自動車道 神林バスストップ
- 王子マテリア 松本工場
- デリシア 石芝店
- 南松本ショッピングセンター（旧イトーヨーカドー 南松本店）

### 通過する自治体
- 長野県
  - 松本市
  - 塩尻市[1]

### 交差する道路
- 長野県道115号松本平広域公園線（松本市空港東＝空港入口交差点）
- 長野県道27号松本空港塩尻北インター線（松本市空港東＝空港東交差点）
- 長野県道48号松本環状高家線（松本市神林＝旧道は菅野交差点、新道は町神交差点）
- 国道19号（松本市高宮北＝高宮交差点、終点）